# Finau Maka
Finau Maka (ur. 11 lipca 1977 w Longoteme) – tongański rugbysta występujący na pozycji wiązacza młyna. Obecnie występuje w drugoligowym francuskim Sporting club appaméen.

## Kariera klubowa
W przeszłości reprezentował nowozelandzkie kluby grające w lidze Super 14: Hurricanes, Blues oraz Highlanders. W roku 2001 przeniósł się do Francji, gdzie został zakontraktowany przez Stade toulousain. W klubie tym występował przez siedem sezonów. W swoim ostatnim roku  w Tuluzie wywalczył mistrzostwo Francji. Oprócz tego czterokrotnie dochodził do finału Pucharu Heinekena (klubowych mistrzostw Europy). Stade toulousain wywalczyło puchar w roku 2003 i 2005, podczas gdy w 2004 i 2008 musiało uznać wyższość rywali. W kolejnych sezonach występował Maka w zespołach z niższych lig, Pays d'Aix rugby club i Sporting club appaméen. Na boisku wyróżnia go nie tylko potężna, jak na zawodnika pozycji numer 8, sylwetka, ale także charakterystyczna fryzura afro.

## Kariera reprezentacyjna
Pomimo że nigdy wcześniej nie wystąpił w kadrze Tonga, Maka został powołany na rozgrywany we Francji Puchar Świata w 2007 roku. Tam zadebiutował w reprezentacji 12 września w meczu ze Stanami Zjednoczonymi. Maka został również powołany na kolejny Puchar Świata, w 2011 roku, podczas którego pełnił funkcję kapitana reprezentacji.
W 2008 roku wziął we wspólnym przedsięwzięciu federacji rugby z Fidżi, Samoa i Tonga – łączonej reprezentacji Wysp Pacyfiku (Pacific Islanders). Wystąpił w jednym meczu Wyspiarzy przeciwko Anglii, który drużyna Maki przegrała 39:13.

## Życie prywatne
Żonaty z Élizabeth, z którą ma dwójkę dzieci: Briana Jeana-Louisa (ur. w lutym 2002 r.) i Justinę Lourdes (ur. 15 maja 2008 r.).
Brat Finau Maki, Isitolo, również był rugbystą. W przeszłości reprezentował Nową Zelandię w zawodach międzynarodowych.